# Проць Ярослав Іванович
Проць Ярослав Іванович (5 лютого 1939, с. Рижкова Воля, Ярославського повіту, Польща
 — 2 лютого 2017, Тернопіль) — учений в галузі автоматизації, професор кафедри автоматизації технологічних процесів та виробництв Тернопільського національного технічного університету імені Івана Пулюя, дійсний член Підйомно-транспортної академії. Нагороджений нагрудними знаками «Відмінник освіти України» та «Петро Могила»

## Біографія
Народився 5 лютого 1939 року в селі Рижкова Воля Ярославского повіту в Польщі.
Внаслідок депортації примусово переселений з родиною у село Козівка Тернопільського району Тернопільської області. Козівську семирічну школу закінчив у 1952 році, а продовжив навчання у Баворівській середній школі Тернопільського району, яку успішно закінчив у 1955 році. В період з 1956 р. до 1958 р. закінчив повний курс Львівського технічного училища за спеціальністю «Наладчик автоматів і автоматичних ліній», після закінчення якого отримав направлення на Львівський верстаторемонтний завод (завод фрезерних верстатів) і завершив працю на заводі інженером-технологом відділу головного технолога. У 1965 році закінчив повний курс Львівського політехнічного інституту з присвоєнням кваліфікації інженера-механіка за спеціальністю «Технологія машинобудування, металорізальні верстати та інструменти».
Основні етапи педагогічної діяльності:
- 1968—1977 — асистент кафедри технології металів, верстатів та інструментів Тернопільського філіалу Львівського політехнічного інституту;
- 1977—1984 — старший викладач кафедри технології машинобудування Тернопільського філіалу Львівського політехнічного інституту;
- з 1983 — кандидат технічних наук. Дисертацію на тему: «Струменеві захвати для автоматизації технологічного обладнання» захистив у 1983 р. на спеціалізованій вченій раді Московського вищого технічного училища імені Н. Е. Баумана, науковий керівник — доцент кафедри верстатів та інструментів МВТУ ім. Н. Е. Баумана Усов Б. А.;
- з 1987—2014 — завідувач кафедри автоматизації технологічних процесів і виробництв Тернопільського національного технічного університету імені Івана Пулюя;
- з 2008 — професор кафедри автоматизації технологічних процесів і виробництв Тернопільського національного технічного університету імені Івана Пулюя.

Галузь наукових досліджень: машино- та приладобудівна промисловості. Основні наукові напрямки — розробка та дослідження струминних елементів автоматичних пристроїв для автоматизації завантаження, орієнтування, транспортування, селекції та контролю технологічних об'єктів. Наукові праці присвячені розробці та дослідженню струминних силових елементів в області автоматизації технологічних процесів, що дозволяє реалізувати складні задачі підвищення якості оброблюваних об'єктів і гнучкості автоматизованого обладнання.
Проць Я.І має 188 публікацій, з них 146 — наукового та навчально-методичного характеру. Опубліковано 38 навчально-методичних праць, з них 2 навчальних посібники з грифом МОНУ.
Як педагог підготував 3 кандидатів наук.

## Вибрані праці
1. Проць Я. І., Ляшук О. Л. Савків В. Б., Шкодзінський О. К. Автоматизація виробничих процесів. Навчальний посібник для технічних спеціальностей вищих навчальних закладів. [Архівовано 8 грудня 2012 у Wayback Machine.] — Тернопіль: ТНТУ ім. І.Пулюя, 2011. — 344c. — ISBN 978-966-305-038-6
2. Проць Я. І. Захоплювальні пристрої промислових роботів: Навчальний посібник для вищих технічних навчальних закладів. — Тернопіль : ТДТУ, 2008. — 232 с. — ISBN 966-305-021-7.
3. Проць Я. І., Данилюк О. А., Лобур Т. Б. Автоматизація неперервних технологічних процесів: Навчальний посібник для технічних спеціальностей вищих навчальних закладів / Під ред. проф. Проця Я.І. — Тернопіль : ТДТУ, 2008. — 240 с.
4. Оптимізація форми активної поверхні струменевих захоплювальних пристроїв промислових роботів / Савків В. Б., Проць Я. І., Фендьо О. М., Савків Г. В. // Вісник ТДТУ. — 2010. — Том 15. — № 1. — С. 73-80. — (машинобудування, автоматизація виробництва та процеси механічної обробки). [Архівовано 30 вересня 2014 у Wayback Machine.]
5. Проць Я., Гуцайлюк Т. Аналіз конструкцій захоплювальних пристроїв роботів для поштучного завантаження об'єктів харчової промисловості // Вісник ТДТУ. — 2009. — Том 14. — № 1. — С. 62-71. — (машинобудування, автоматизація виробництва та процеси механічної обробки). [Архівовано 30 вересня 2014 у Wayback Machine.]
6. Куцевич О., Проць Я., Куцевич А.Особливості конструювання пневматичних пристроїв для контролю граничних відхилень від круглості деталей типу втулок у процесі їх транспортування//Вісник Тернопільського державного технічного університету.-2007.-№ 1.-том 14. — С.111-121.
7. Проць Я., Савків В., Фендьо О. Механізми подачі стрічкового матеріалу в листоштампувальному виробництві//Вісник Тернопільського державного технічного університету.-2007.-№ 4.-том 14 .-С.47-58.
8. Проць Я. І., Дяденко Д. О. Internet. Спеціалізовані програми: Посібник. -Т.: ТДТУ,2003. — 177 с. — Кафедра автоматизації технологічних процесів.